# بردخو
بردخو (به اسپانیایی: Berdejo) یک دهستان در اسپانیا است که در استان ساراگوسا واقع شده‌است. بردخو ۱۹ کیلومتر مربع مساحت و ۶۶ نفر جمعیت دارد.